# Isla de Flores
Isla de Flores är en ö i Guatemala.   Den ligger i departementet Petén, i den norra delen av landet, 260 km norr om huvudstaden Guatemala City. Isla de Flores ligger i sjön Lake Petén Itzá.